# Långträsket (Gustavsbergs socken, Uppland)
Långträsket är en sjö i Värmdö kommun i Uppland och ingår i Norrström-Tyresåns kustområde. Sjön är 11,2 meter djup, har en yta på 0,215 kvadratkilometer och befinner sig 13,6 meter över havet.

## Delavrinningsområde
Långträsket ingår i det delavrinningsområde (658011-164486) som SMHI kallar för Rinner till Baggensfjärden. Medelhöjden är 24 meter över havet och ytan är 21,03 kvadratkilometer. Det finns inga avrinningsområden uppströms utan avrinningsområdet är högsta punkten. Avrinningsområdets utflöde mynnar i havet, utan att ha någon enskild mynningsplats.